# Synagoga w Kępnie
Synagoga w Kępnie – synagoga znajdująca się w Kępnie przy ulicy Łazienkowej 6, niedaleko rynku.

## Historia
Synagoga została zbudowana w latach 1815–1816 według projektu niemieckich budowniczych z Brzegu, braci Fryderyka i Karola Schefflerów. Stanęła na miejscu starszej, drewnianej synagogi. W 1893 i 1926 została poddana kapitalnemu remontowi i z tego czasu pochodziły polichromię wnętrza Zanwela Baraka z Kępna.
Podczas II wojny światowej okupanci niemieccy doszczętnie zdewastowali synagogę zamieniając ją na ujeżdżalnię. Po zakończeniu wojny przez wiele lat służyła za magazyn mebli. 16 maja 1973 uległa dalszemu zniszczeniu w wyniku pożaru. W latach 1988–1990 rozpoczęto prace remontowe, które jednak wstrzymano. Od 1999 formalnym właścicielem budynku była Żydowska Gmina Wyznaniowa we Wrocławiu. 29 maja 2009 w Warszawie został podpisany akt, na mocy którego Związek Gmin Wyznaniowych Żydowskich w Rzeczypospolitej Polskiej przekazał gminie Kępno synagogę w formie darowizny. Została ona obłożona pewnymi warunkami, między innymi: synagoga może być wykorzystana, wyłącznie na cele kulturalne, tj. na muzeum, jako sala koncertowa, wystawiennicza. Dodatkowo gmina Kępno zobowiązała się do nieodpłatnego użyczenia synagogi Związkowi Gmin Wyznaniowych Żydowskich Rzeczypospolitej Polskiej dwa razy w roku, na okres do 14 dni na organizowane przez nią uroczystości.

## Architektura

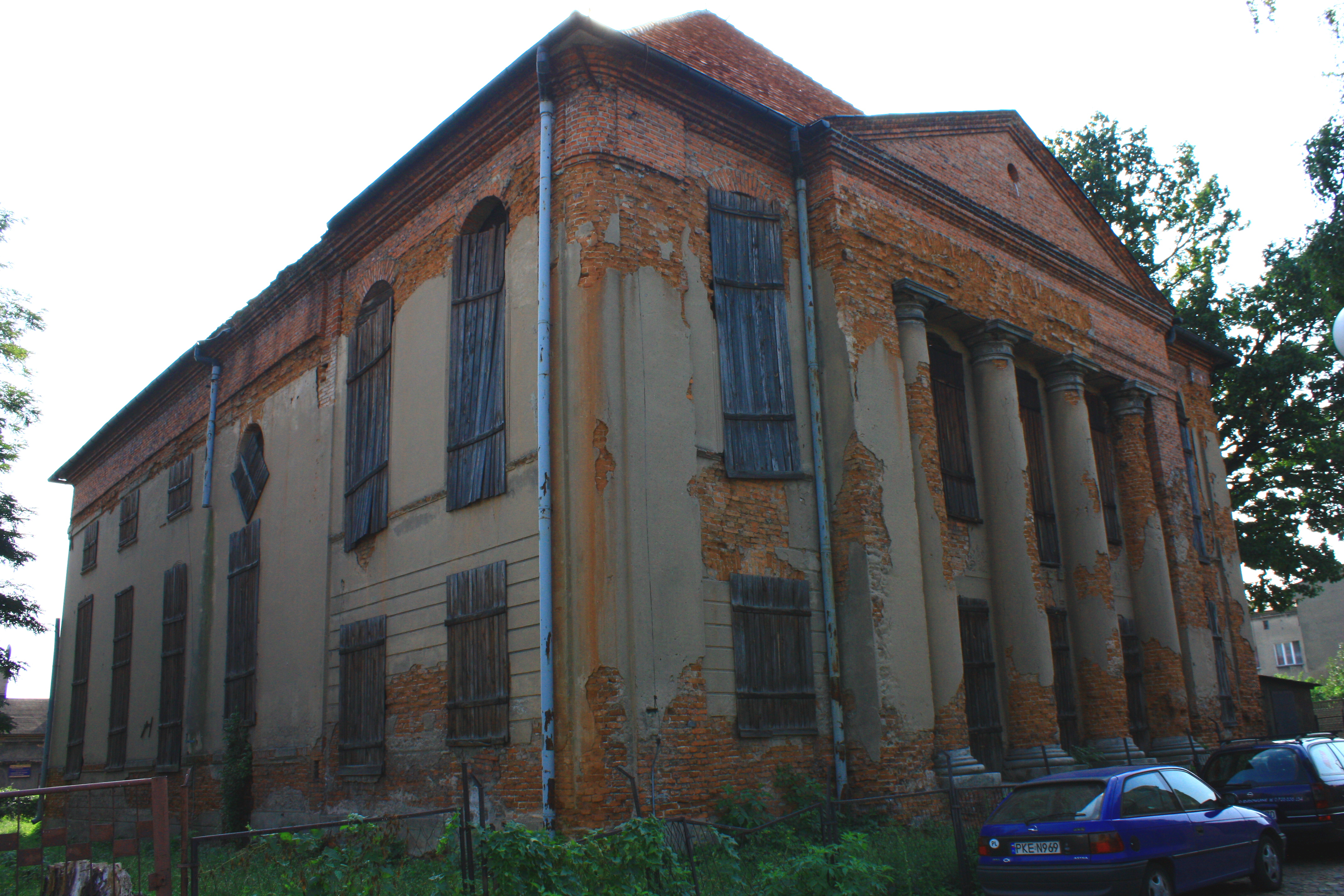
Synagoga w 2009 r.

Murowany budynek synagogi wzniesiono na planie prostokąta w stylu klasycystycznym. W zachodniej części znajdował się przedsionek, z którego wchodziło się do kwadratowej głównej sali modlitewnej. Nad przedsionkiem mieścił się babiniec z wejściem dwoma biegami wewnętrznych schodów zlokalizowanych po obu stronach wejścia do sali głównej. Całość przekryto jednokondygnacyjnym dachem czterospadowym z niewielką glorietką w szczycie zachodniej połaci. Elewacja zachodnia posadowiona na siedmiu stopniach z wysuniętym ryzalitowo portykiem z czterema półkolumnami zwieńczonym belkowaniem i trójkątnym tympanonem. Narożniki synagogi były zaokrąglone i opilastrowane.
Sala główna na rzucie prostokąta o wymiarach 18,0 × 19,8 m była zagłębiona o kilka stopni w stosunku do podłogi sieni. Przekryta była dużym drewnianym pozornym sklepieniem klasztornym wbudowanym w poddasze. Okna sali usytuowano w dwóch kondygnacjach: dolne wysokie o półkolistym przesklepieniu o parapetach na poziomie podestu aron ha-kodesza i bimy i nad nimi o tej samej szerokości półkoliste. 
W jej wnętrzach zachowały się fragmenty stiukowej dekoracji klasycystycznej i polichromii z lat 1924–1926. Na ścianie wschodniej znajdowała się bardzo bogato zdobiona oprawa na duży, wielokondygnacyjny i wieloprzęsłowy aron ha-kodesz, dzieło Jonasza syna Samuela Zangwela oraz Barucha Mordechaja z Piotrkowa, syna Pinchasa (napis umieszczony na skrzydle). 
Bima ustawiona była w połowie odległości między wejściem i schodami na aron ha-kodesz. Była ośmioboczną altaną otoczoną żelazną balustradą. Na zachodniej ścianie sali po prawej stronie drzwi znajdowała się wnęka na ner tamid w formie rokokowego kominka.